# 클리너 (2007년 영화)
《클리너》(영어: Cleaner)는 미국에서 제작된 레니 할린 감독의 2007년 스릴러 영화이다. 새뮤얼 L. 잭슨 등이 출연하였고, 스티브 골린 등이 제작에 참여하였다.

## 출연
- 새뮤얼 L. 잭슨
- 에드 해리스
- 에바 멘데스
- 키키 파머
- 루이스 구스만
- 매기 로슨
- 호제이 파블로 칸티요
- 로버트 포스터
- 크리스타 캠벨

## 기타 제작진
- 라인 제작: 데이브 포미에이
- 배역: 모니카 미컬슨
- 미술: 리처드 버그
- 세트: 해나 비클러
- 소품팀: 팀 에클
- 의상: 수재나 푸이스토